# Exoneura elongata
Exoneura elongata là một loài Hymenoptera trong họ Apidae. Loài này được Rayment mô tả khoa học năm 1954.